# Dama d'onore della regina di Francia

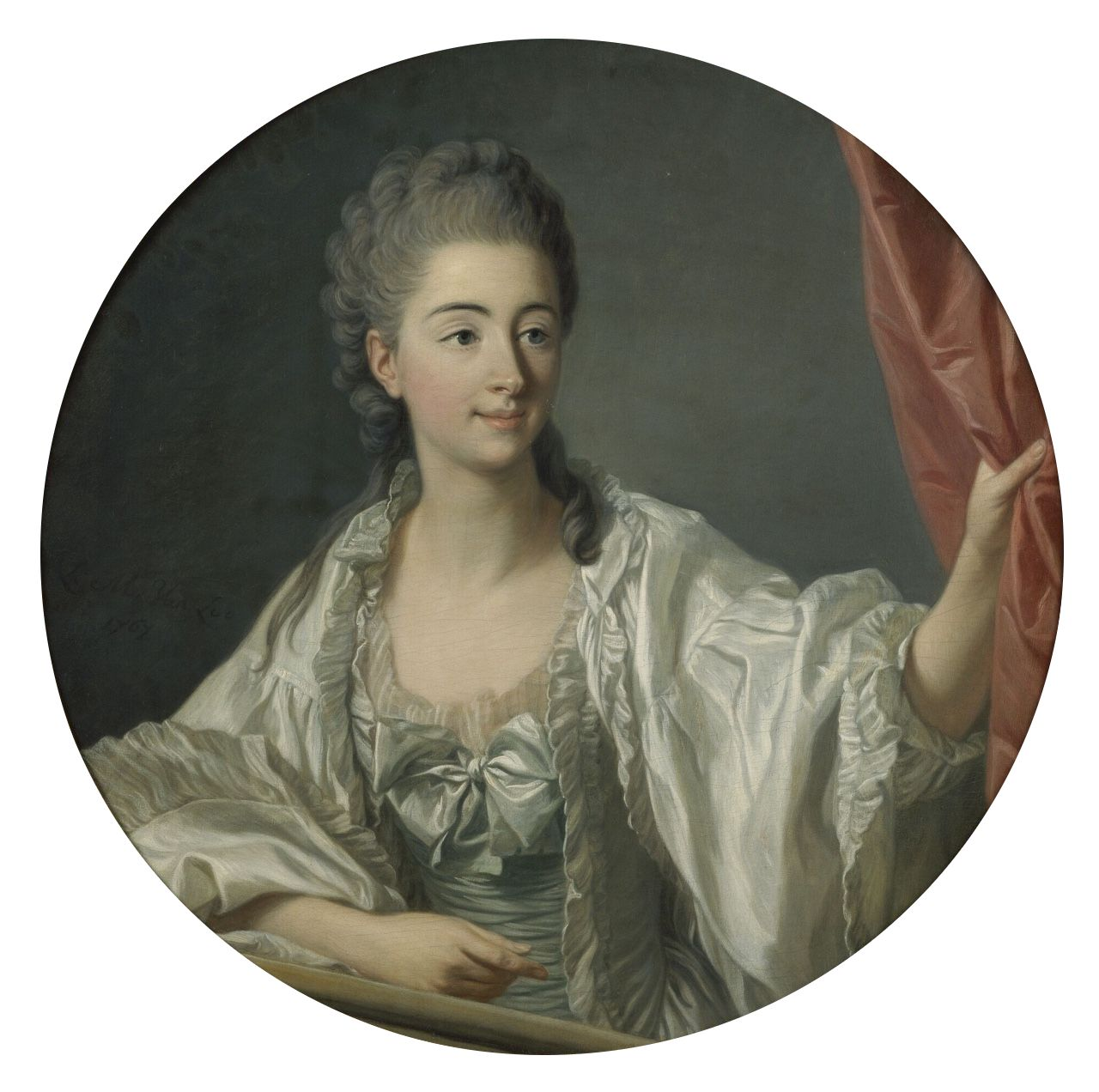
Ritratto di Laura-Augusta di Fitz-James, dama d'onore della regina Maria Antonietta.

La dama d'onore della regina di Francia occupa il secondo rango dopo la sovrintendente della Casa della Regina (in francese: surintendante de la Maison de la Reine) della corte francese. Suppliva la sovrintendente in sua assenza.

## Storia
Questa carica fu creata nel 1523. Il compito della dama d'onore era di supervisionare le cortigiane, controllare il bilancio, ordinare gli acquisti necessari e organizzare il conto annuale e l'elenco del personale. Supervisionava la routine quotidiana e frequentava le funzioni di corte sia ordinarie che cerimoniali, oltre a scortare e presentare coloro che chiedevano udienza alla regina. Era in possesso delle chiavi delle stanze personali della regina.
Quando la dama d'onore era assente, era sostituita dalla Dame d'atour, che normalmente aveva la responsabilità di sorvegliare il guardaroba e i gioielli della regina oltre a vestirla.
Nel 1619 fu creato il rango di sovrintendente della Casa della Regina, o semplicemente sovrintendente. La sovrintendente aveva all'incirca gli stessi compiti del dame d'onore, ma venne posta al di sopra della Dame d'atour. Ogni volta che la sovrintendente era assente, veniva sostituita dalla dama d'onore. Il posto di sovrintendente poteva essere lasciato vacante per lunghi periodi, come tra la morte di Maria Anna di Borbone nel 1741 e la nomina della principessa Maria Luisa di Savoia nel 1775.
Nel 1674, tuttavia, una riforma sostituì le posizioni sia della dama d'onore che della damigella d'onore con la Dame du Palais.
Durante il Secondo Impero, la dame d'onore aveva la stessa posizione di prima, ma ora era formalmente classificata al secondo posto sotto un sovrintendente con il titolo Grande-Maîtresse.

## Dame d'onore
Eleonora d'Asburgo 
- 1530-1535: Louise de Montmorency
- 1535-?: Madame de Givry[5]
- Beatrix Pacheco d'Ascalona, contessa di Montbel d'Entremont

 Caterina de' Medici 
- 1547-1560: Françoise di Brézé

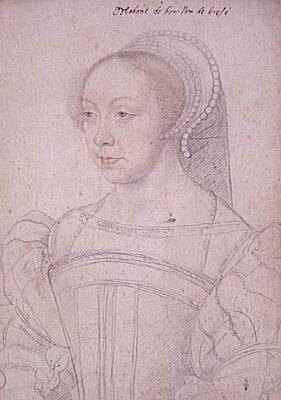
Françoise di Brézé, dama d'onore di Caterina de' Medici.

- 1560-1561: Jacqueline de Longwy, duchessa di Montpensier
- 1561-1578: Filippa di Montespedon, principessa di la Roche-sur-Yon
- 1578-1589: Alfonsina Strozzi, contessa Fieschi

 Maria Stuarda 
- 1559-1560: Guillemette de Sarrebruck

 Elisabetta d'Asburgo 
- 1570-1574: Maddalena di Savoia

 Luisa di Lorena-Vaudémont 
- 1575-1583: Giovanna di Dampierre
- 1583-1585: Louise de Hallwyn de Cipierre
- 1583-1601: Fulvia di Randan, contessa di Randan

 Maria de' Medici 
- 1600-1632: Antonietta di Pons

 Anna d'Asburgo 
- 1615-1618: Inés de la Torre

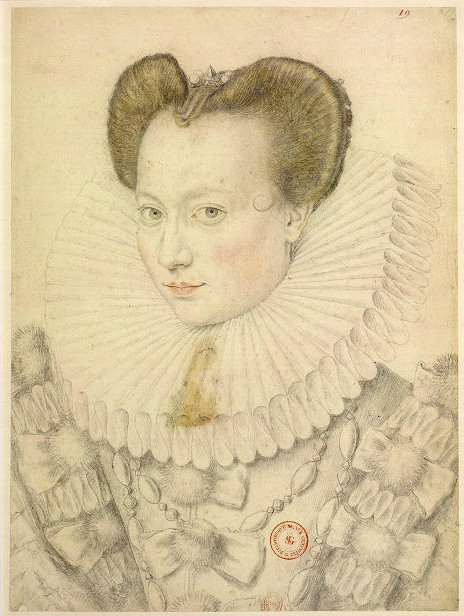
Antonietta di Pons, dama d'onore di première dame d'honneur de Maria de' Medici.

- 1615-1624: Laurence de Montmorency, duchessa di Montmorency
- 1624-1626: Charlotte de Lannoy, contessa di Lannoy
- 1626-1638: Marie-Catherine de Senecey, marchesa di Senecey
- 1638-1643: Catherine de Brassac, contessa di Brassac
- 1643-1666: Marie-Claire de Fleix, marchesa di Séneçay

 Maria Teresa d'Asburgo 
- 1660-1664: Susanne de Navailles, duchessa di Navailles
- 1664-1671: Julie d'Angennes
- 1671-1679: Anne de Richelieu, duchessa di Richelieu
- 1679-1683: Anne-Armande de Crequy, duchessa do Crequy

 Maria Leszczyńska 

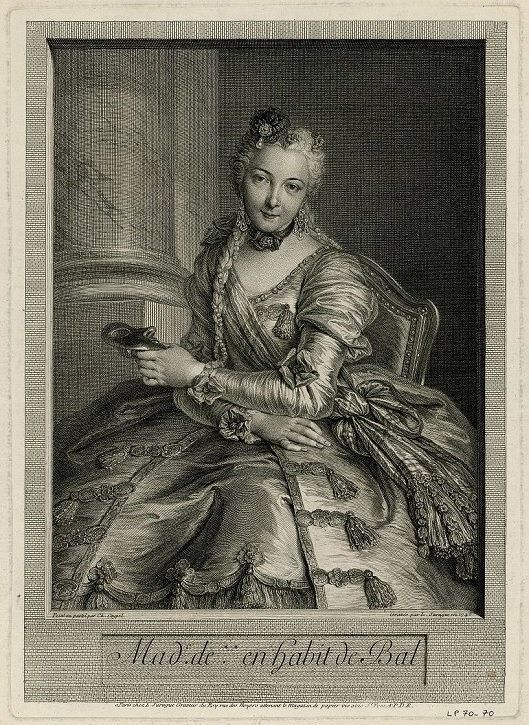
Anne d'Arpajon, contessa di Noailles, dama d'onore di Maria Leszczyńska.

- 1725-1735: Catherine-Charlotte de Boufflers
- 1735-1763: Marie Brûlart
- 1763-1768: Anne d'Arpajon

 Maria Antonietta d'Asburgo-Lorena 
- 1774-1775: Anne d'Arpajon
- 1775-1791: Laure-Auguste de Fitz-James, principessa di Chimay
- 1791-1792: Geneviève de Gramont

 Giuseppina di Beauharnais 
- 1804-1809: Adélaïde de La Rochefoucauld

 Maria Luisa d'Asburgo-Lorena 
- 1810-1814: Louise de Guéhéneuc

 Maria Amalia di Borbone-Due Sicilie 
- 1830-1849: Christine-Zoë de Montjoye, marquise de Dolomieu[6]

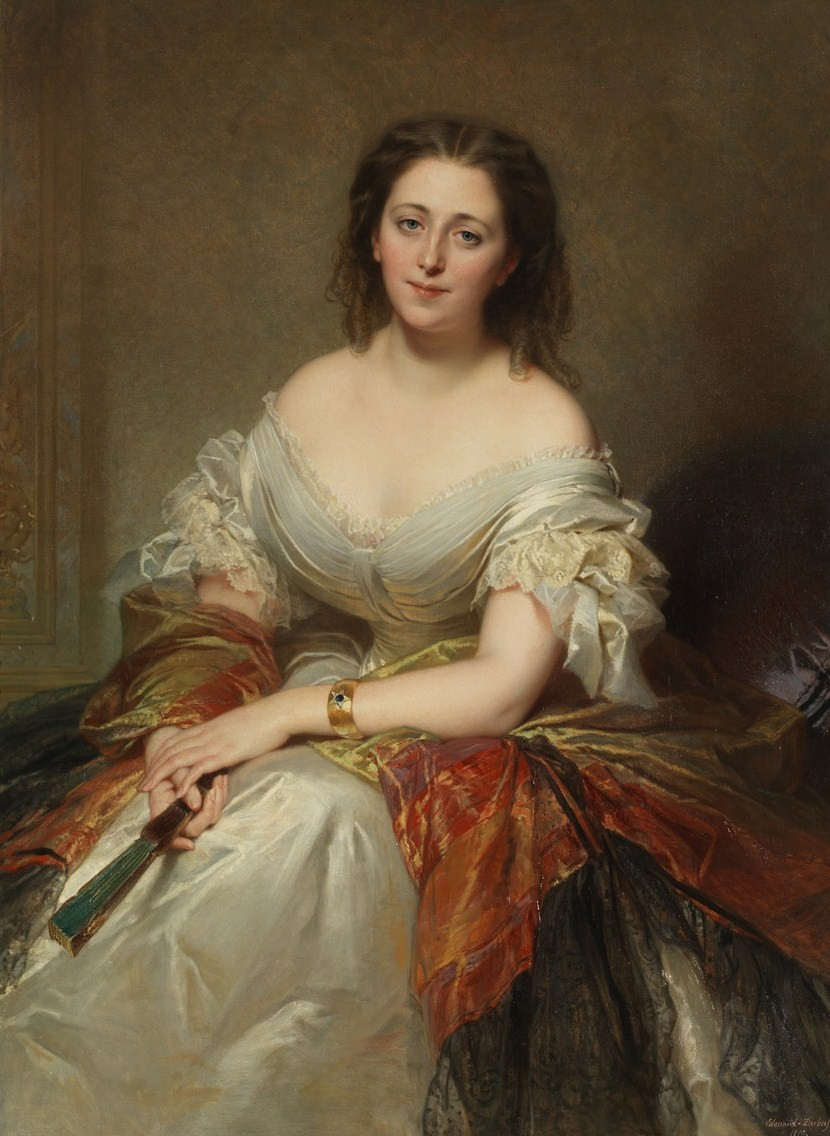
Marie-Anne Walewska, dama d'onore di Eugenia de Montijo.

 Eugenia de Montijo 
- 1853-1867: Pauline de Bassano
- 1867-1870: Marie-Anne Walewska